# Хом'ячі перегони
Хом'ячі перегони (англ. Hamster racing) — вид спорту, у якому хом'яків розміщують у хом'ячиних колесах або хом'ячиних м'ячах — часто встановлених на мініатюрних гоночних транспортних засобах — і спрямовують по прямій 9 метрів (30 ft). Перемагає хом'як, який перетне фінішну лінію за найменший проміжок часу. Відповідно до повідомлення медіа 2001 року, світовий рекорд часу для цієї установки дистанції становить 38 секунд.
У подіях можуть брати участь лише два хом'яки або багато команд хом'яків і людей. Хом'ячині м'ячі можуть бути простими сферами або мати багато модифікацій дизайну, спрямованих на підвищення продуктивності та стилю гоночного транспортного засобу.

## Професійні гонки
У 2001 році епідемія ящуру спричинила скасування деяких британських кінних перегонів та інших спортивних змагань. Щоб підвищити свої відстаючі доходи від букмекерських контор, букмекерські агентства запровадили та просували концепцію професійних хом'ячих перегонів. Онлайн-букмекерська контора Blue Square організувала першу серію хом'ячих перегонів, у яких гризуни змагалися на хом'якових машинах. Протягом тижня проходила серія кваліфікаційних раундів із фінальним заїздом. Захід транслювався в прямому ефірі в Інтернеті.
Хоча професійні хом'ячі перегони здебільшого обмежені Великою Британією, з тих пір вони поширилися у Сполучених Штатах та Азії.
Хом'яки майже завжди поділяються принаймні на два класи, які відповідають їх видовій класифікації: карликові та сирійські. Їх також часто поділяють на інші расові класи, такі як новачки, візерунчасті та довгошерсті чи короткошерсті.
Не всі хом'ячі перегони проводяться професійно або з метою ставок. Аматорські перегони хом'яків популярні під час церковних відпочинків і часто відбуваються на виставках хом'яків і гризунів. Аматорські забіги зазвичай не відповідають професійним змаганням на 9 метрів (30 футів) відстань доріжки, але може використовувати коротші «спринтерські» доріжки, призначені для того, щоб усі хом'яки фінішували за розумний час. Швидкі хом'яки здатні вигравати спринтерські гонки всього за кілька секунд.

## Спонсорство
Petco

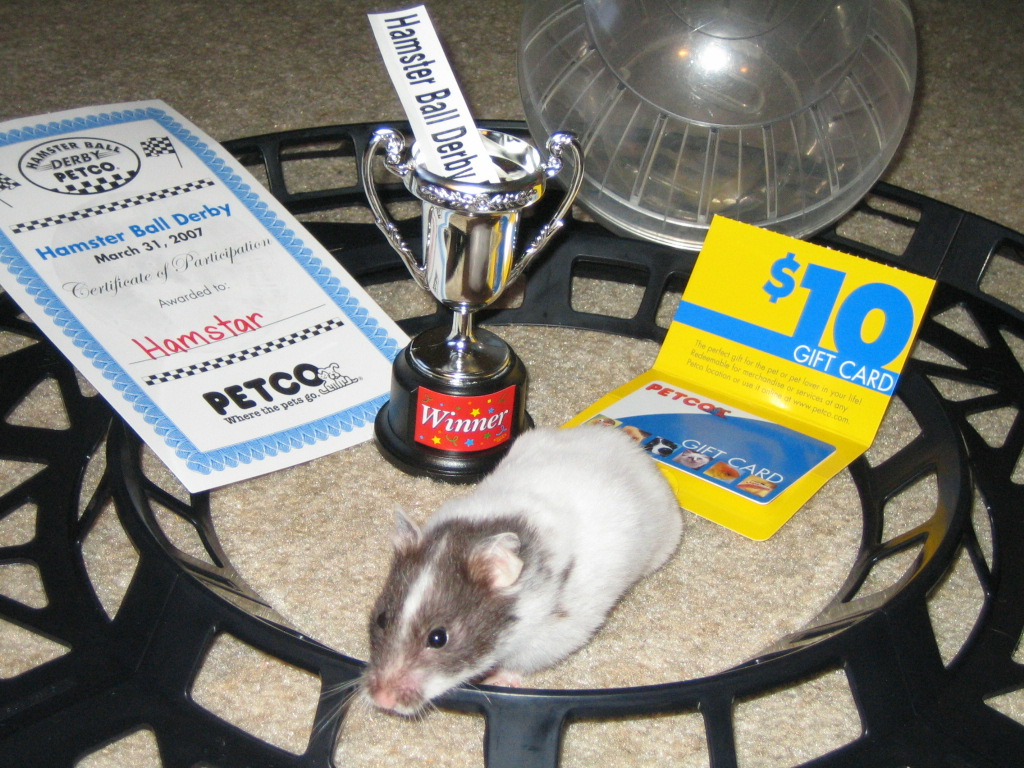
«Ham*Star», переможець регіонального м'ячового дербі Petco у Сан-Дієго в березні 2007 року, зі своїми призами

На початку 2007 року Petco оголосила про повернення перегонів хом'яків кожні два роки у всіх своїх магазинах. Подія називається «Derby Petco Hamster Ball Derby» і відбувається наприкінці березня та на початку вересня кожного року. У перегонах 2006 року в магазинах Petco по всій країні взяли участь понад 14 000 аматорських хом'яків та їхніх власників.
Petco використовує нестандартний короткий 8-футів (2,4 м) трек і хом'яки бігають у звичайних сферичних м'ячах, а не в складних «драг-рейсерах», якими часто користуються професійні хом'яки (див. Спонсорство MTV нижче). Перегони зазвичай тривають лише кілька секунд через довжину траси. Переможці отримують різноманітні призи, такі як подарункові картки, обладнання для навчання та ласощі для хом'яків.
MTV
У травні 2006 року MTV розпочав рекламу «HamTrak '06», світового туру професійних гонщиків-хом'яків за участю команд хом'яків, спонсорованих The Sun, XFM, Pimp My Ride та іншими.
Перші перегони HamTrak, що відбулися 19 травня 2006 року на трасі Hammywood Hills Rodent Raceway, виграла спонсорована New Media Age команда «Team Hot Rodent», керована восьмимісячною самкою сирійського хом'яка Мішель Шухамстер. Це була ї24 перемога її в кар'єрі.